# Северная Лунда
Северная Лунда (порт. Lunda-Norte) — провинция в Анголе. Административный центр — город Лукапа.

## География
Провинция Северная Лунда находится на крайнем северо-востоке Анголы, на расстоянии 500 километров к востоку от Луанды. На юг от провинции Северная Лунда лежит провинция Южная Лунда, на запад — провинция Маланже. На севере и востоке провинции проходит государственная граница между Анголой и Демократической Республикой Конго.
Площадь Северной Лунда равна 102 783 км². Небольшие территории на севере и востоке провинции покрывают влажные саванны, остальные районы занимают сухие саванны. В долине реки Касаи сохранились тропические леса — джунгли. Наиболее крупными реками провинции являются Кванго, Квилу и Касаи.

## Население
По данным на 2014 год численность населения провинции составляла 799 950 человек.
Динамика численности населения провинции по годам:
| 1995    | 2004    | 2013    | 2014    |
| ------- | ------- | ------- | ------- |
| 311 000 | 406 000 | 548 988 | 799 950 |

## Административное деление
Северная Лунда подразделяется на 9 муниципалитетов:
- Камбуло
- Капенда-Камулемба
- Каунгула
- Читато
- Кванго
- Квилу
- Лубало
- Лукапа
- Ша-Мутеба

## Экономика
Главная сельскохозяйственная культура Северной Лунда — хлопчатник. Выращиваются также рис, кукуруза, маниок. В провинции также добывают алмазы. Через Северную Лунда проходит стратегическая трасса Луанда — Лубумбаши.